# Federico Memola
Federico Memola (Milán, 8 de octubre de 1967-Ib., 8 de diciembre de 2019) fue un guionista de cómic italiano, creador de la serie Jonathan Steele.

## Biografía
Después de la secundaria, se inscribió en la Facultad de Letras. En 1990, gracias a un encuentro casual con el historietista Antonio Serra ocurrido el año anterior, entró a formar parte de la oficina de la revista de cómics Fumo di China, abandonando sus estudios. Para este magacín realizó la serie Moon Police Dpt. En esa época, escribió algunas historias para la revista Intrepido de la editorial Universo. En 1993 empezó una larga colaboración con la editorial Bonelli como redactor y autor de Nathan Never. Tras trabajar como asistente de Alfredo Castelli, se convirtió en el responsable de la revista Zona X, para la que creó las miniseries La stirpe di Elän y Legione stellare, además de escribir guiones para Magic Patrol.
Para la Bonelli realizó también historias de Martin Mystère y un álbum especial de Legs Weaver; además, creó la serie Jonathan Steele, publicada por Bonelli de 1999 hasta 2004 (64 números) y, posteriormente, por Star Comics hasta 2010 y por Kappalab a partir de 2012. Tras el cierre de la serie regular de esta historieta, para la Star Comics guionizó su nueva serie Rourke, publicada con periodicidad bimestral.
En 2006 creó Harry Moon, l'uomo dei due mondi, con dibujo de Giacomo Pueroni, publicado por la 001 Edizioni; en abril de 2010, fue estrenado el primer número de la serie regular de este cómic, editado por Planeta DeAgostini. A partir de 2010 guionizó la serie Gray Logan, creada por Stefano Vietti para Il Giornalino de Edizioni San Paolo. Para Il Giornalino en 2013 creó el personaje de Roland, ilustrado por Monica Catalano. Su último trabajo fue el guion de Il regno di Fanes, publicado por Manfont en 2018, del que estaba realizando la continuación.
Murió de una enfermedad incurable el 8 de diciembre de 2019, con solo 52 años.
Estaba casado con la dibujante e ilustradora Teresa Marzia, quien fue la creadora gráfica de la serie Jonathan Steele.